# 沙浦道
沙浦道 （英語：Sa Po Road）是位於香港九龍九龍城的一條南北縱向單程路，於1930年代初開發。當時並未修築樂善道及東正道，只有連接於賈炳達道。約1980年，九龍寨城調遷時重整附近社區，因此沙浦道及東正道得以相連。

## 命字由來
自修建九龍寨城開始有不少人居住於寨城附近，當時寨城有不少新建的鄉村，其中兩條村為上沙浦村及下沙浦村。
二十世紀初，下沙浦村曾開設醬油廠、糖果廠及麻油廠，後來政府發展該區，收回下沙浦村的土地，修建道路。為了紀念此村而命名為沙浦道。

## 沿線建築物
- 富豪東方酒店（沙浦道30-38號）
- 錦輝商業大廈（沙浦道31-35號）
- 豪門及香港伍倫貢學院九龍城校舍（沙浦道46號）
- 御·豪門（沙浦道83號）

## 未來發展
- 啟德道/沙浦道重建項目